# Елеонора Прохаска
Елеонора Прохаска (нім. Eleonore Prochaska; 1785 - 1813) — німецька кавалеристка, воювала в пруській армії проти Наполеона під час Війни шостої коаліції.

## Біографія
Елеонора народилася 1785 року у Потсдамі в сім'ї офіцера пруської гвардії. Коли мати померла, батько відправив її до сиротинця. Згодом вона стала прислугою у сиротинці. Під час визвольної війни проти Наполеона у 1813 році Елеонора переодягнулася чоловіком і під іменем Август Ренц поступила на службу до 1 єгерського батальйону Добровольчого корпусу Адольфа фон Лютцова. Спершу вона служила ударником у військовому оркестрі, згодом перевелася в кавалерію.
18 вересня 1813 року у битві біля Герде Елеонора була важко поранена. Під час її порятунку видкрилася правда про її стать. Елеонору відправили на лікування у Данненберг, де вона померла через три тижні, 5 жовтня 1813 року.

## Вшанування
Після закінчення війни образ Елеонори ідеалізували як цнотливу героїню, символ боротьби проти Наполеона. Їй дали прізвисько «Постдамська Жанна Д'Арк». Елеонорі Прохасці присвятили вірші Фрідріх Рюккерт та Еміль Тауберт. Йоганн Фрідріх Данкер написав п'єсу «Leonore Prohaska» композитором до якої виступив Людвіг ван Бетховен.